# Martin Sládek
Martin Sládek (* 17. dubna 1988 Hradec Králové) je několikanásobný mistr světa a Evropy ve freestyle footbagu. Mistrovství světa vyhrál v disciplíně Open Doubles Freestyle v letech 2009, 2011, 2014, 2015 a 2016, přičemž v roce 2009 zvítězil kromě hlavní disciplíny i v disciplíně Doubles Circle Contest (technická disciplína). Také působí jako rozhodčí tohoto sportu převážně na mistrovstvích světa. Umístil se na 1. místě v anketě Nejúspěšnější sportovec roku 2008 Královéhradeckého kraje v kategorii Mimořádný sportovní výkon a na 2. místě v internetovém hlasování ve stejné kategorii. Jeho soutěžní vystoupení představovaly nejvyšší technickou, artistickou i kooperační úroveň dané disciplíny. V roce 2009 předvedl ve finále na mistrovství světa v Berlíně doposud nejlépe hodnocené vystoupení ve všech třech hodnocených kritériích v historii tohoto sportu.
Kromě soutěžení se Martin Sládek také aktivně podílel na trénování nových hráčů a mladých fotbalistů, vystupoval v rámci svých exhibic v České republice i jiných evropských státech.
Mezi další oblasti jeho zájmu patří především finanční investování a trading.
Je absolventem dvou vysokoškolských studijních oborů na Univerzitě Pardubice. V roce 2009 to byl obor Management, marketing a logistika ve spojích na Dopravní fakultě Jana Pernera, v roce 2011 pak obor Ekonomika a management podniku na Fakultě ekonomicko-správní.

## Disciplína dvojic
Open Doubles Freestyle je jednou z hlavních disciplín footbagu. Hráči secvičují soutěžní vystoupení na jimi zvolenou hudbu. Délka vystoupení je striktně stanovena na rozmezí od 2 minut 30 sekund po 3 minuty, přičemž většina soutěžících volí horní hranici z důvodu prezentace co nejširšího spektra triků. Nejsou předepsány žádné povinné prvky ani triky, ale pro vítězství je nezbytné předvést různorodé triky i kombinace triků. Vystoupení obsahuje 4 skupiny triků: prohozy, společné triky, synchronizované triky a asynchronizované triky. Plnohodnotné vystoupení musí obsahovat první 3 skupiny, poslední 4. je dobrovolná.
Samotné hodnocení závodního vystoupení je velmi podobné hodnocení krasobruslení. Šestičlenná porota hodnotí technickou úroveň (Technical Merit), umělecký dojem (Artistic Impression) a navíc, na rozdíl od jednotlivců, i tzv. kooperaci (Cooperation). Technická úroveň zahrnuje především obtížnost, různorodost a preciznost prováděných triků, umělecká úroveň choreografii celého vystoupení, "komunikaci" s publikem a jedinečnost (originalitu) a kooperace rovnoměrné rozložení jednotlivých prvků vystoupení mezi oba hráče, jejich vzájemnou spolupráci při provádění určitých triků a obtížnost a různorodost tzv. formací. Hodnotu známek snižuje celkový počet pádů míčků na zem (tzv. dropy). Udělené hodnoty od všech rozhodčích se po vystoupení poslední dvojice převedou na výsledné pořadí.
Martin Sládek je inovátorem disciplíny dvojic, vymyslel řádově desítky nových triků a konceptů. Většinu z těchto triků doposud nikdo jiný na závodech nepředvedl a některé z nich nikdo jiný neumí.

## Galerie

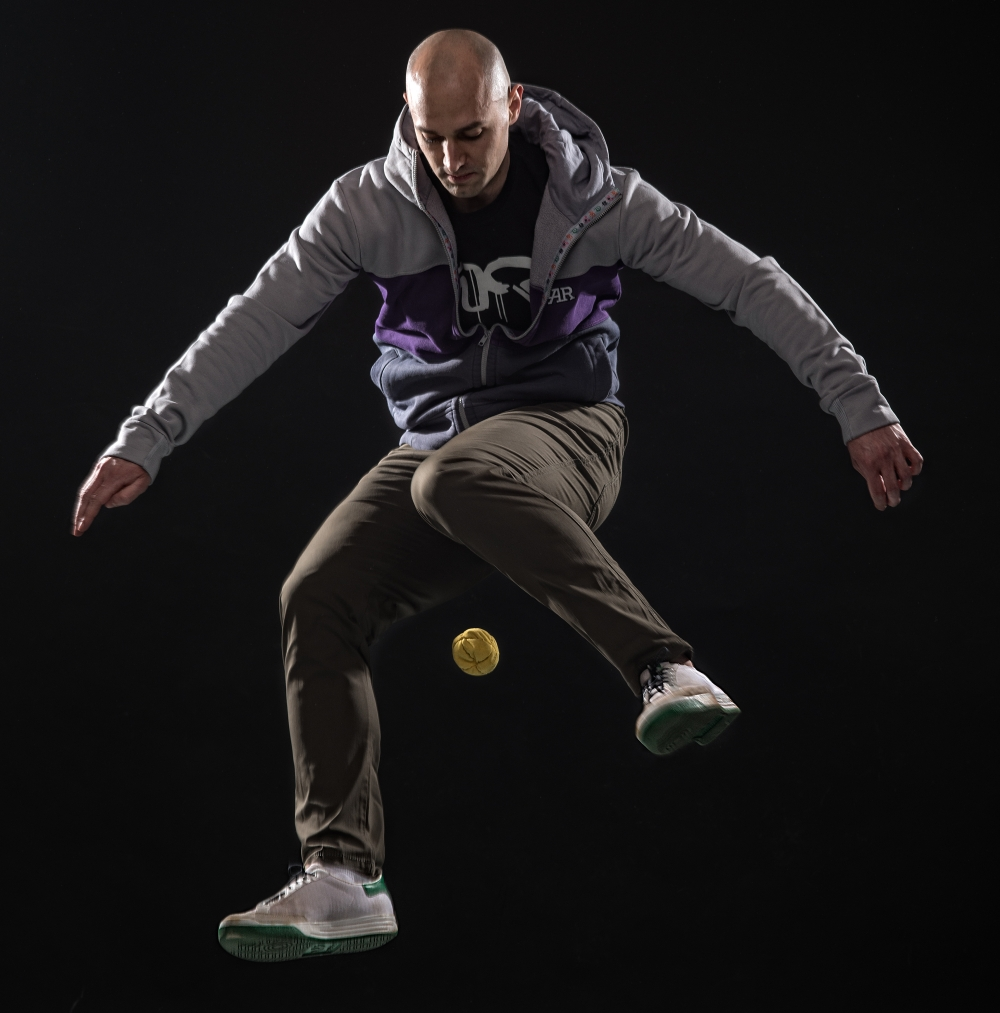
Martin Sládek prezentující trik Double Leg Over v ateliéru